# Sjaak Kaashoek
Sjaak (Jacob) Kaashoek (Sliedrecht, 1961) is een Nederlandse kunstschilder.
In de periode 1981 - 2010 woonde hij in Kampen. 
Hij ging naar Kampen om te studeren aan de Christelijke Academie voor Beeldend Kunstonderwijs (CABK) op de afdeling tekenen & schilderen (1981-1986). Daarnaast volgde hij in 1984-1986 een opleiding MO-A Tekenen aan de Amsterdamse Hogeschool voor de Kunsten. Hij is sinds 1990 fulltime actief als kunstschilder, tekenaar en graficus. Veel van zijn werk uit de Kamper periode bevindt zich in openbare collecties. Na lange tijd in Kampen te hebben gewoond en gewerkt, vertrok hij in 2010 naar Nijmegen. Deze verandering van omgeving heeft zijn werk een sterke impuls gegeven, waardoor ook talrijke nieuwe inspiratiebronnen zijn aangeboord. Naast kerkinterieurs legt hij zich toe op het maken van stadsgezichten, landschappen en stillevens. In  het schilderen van  kerkinterieurs zoekt hij de verstilling, het evenwicht.
De abstractie in de architectuur en gedefinieerde ruimte in combinatie met het poëtische, onbenoembare fascineert hem. Bij het maken van landschappen sluit hij aan bij de traditie van het schilderen van het arcadische landschap. Dit mede geïnspireerd door het landschap in zijn huidige woonomgeving in Nijmegen met de bloemrijke naam "De Elyzeese Velden". 
Exposities onder meer in
- Museum Scheveningen
- Galerie Utrecht te Utrecht
- Galerie De Hollandsche Maagd te Gouda
- Museum Wilhelm-Morgner-Haus te Soest (Duitsland)
- Voerman Museum in Hattem
- Gemeentelijk Expositieruimte in Kampen
- Hogeschool Enschede
- Stedelijk Museum Kampen
- Batavushuisje te Nijeholtwolde
- Boomkwekerijmuseum in Boskoop

Opdrachten
- Een tweetal muurschilderingen t.b.v. de Gereformeerde Gemeente in Kampen  Deze schilderingen zijn niet dominant maar ingetogen
- Het Frans Walkate Archief te Kampen  heeft van Kaashoek  een bijzondere reeks hoge en smalle schilderijen van een aantal markante Kamper stegen aangekocht
- Werk aangekocht en gemaakt in opdracht  van Stichting V. B.  Verenigde gasthuizen te Kampen